# Front office
Front office je obchodní termín, který se odkazuje na oddělení společnosti, které přicházejí přímo do styku s klienty, včetně marketingu, prodeje, a servisní oddělení.
Například, v hotelnictví, front office vítá hosty v ubytovacím úseku, stará se o vydávání klíčů, přijímá stížnosti od zákazníků. Podává ubytovaným novinky a vypořádává se s jejich účty.
V amerických profesionálních sportech, zejména se jedná o někoho ve vedení klubu, který má samostatné rozhodovací pravomoce.

## Front-office business architektura
Sada podnikových procesů, postupů a předpisů, referenční knihy, tiskopisy, organizační a personální kanceláře starající se o vnitřní vztahy v podniku a také se stará o správu zákazníků:
- přijímání a zpracování prvotních dokladů
- poskytování informací klientům
- posílání zpráv zákazníkům
- volání zákazníkům
- vyřizování telefonních hovorů zákazníků

## Příklady informačních systémů front office
- Internet banking,
- Systém řízení vztahů se zákazníky (CRM)
- Call-centrum